# Область Бета
Область Бета (лат. Beta Regio) — вулканическая возвышенность размером около 2500 км на Венере, с центром в 25°18′ с. ш. 77°12′ з. д. / 25,3° с. ш. 77,2° з. д.. На радарных снимках выглядит яркой областью.

## Открытие и название

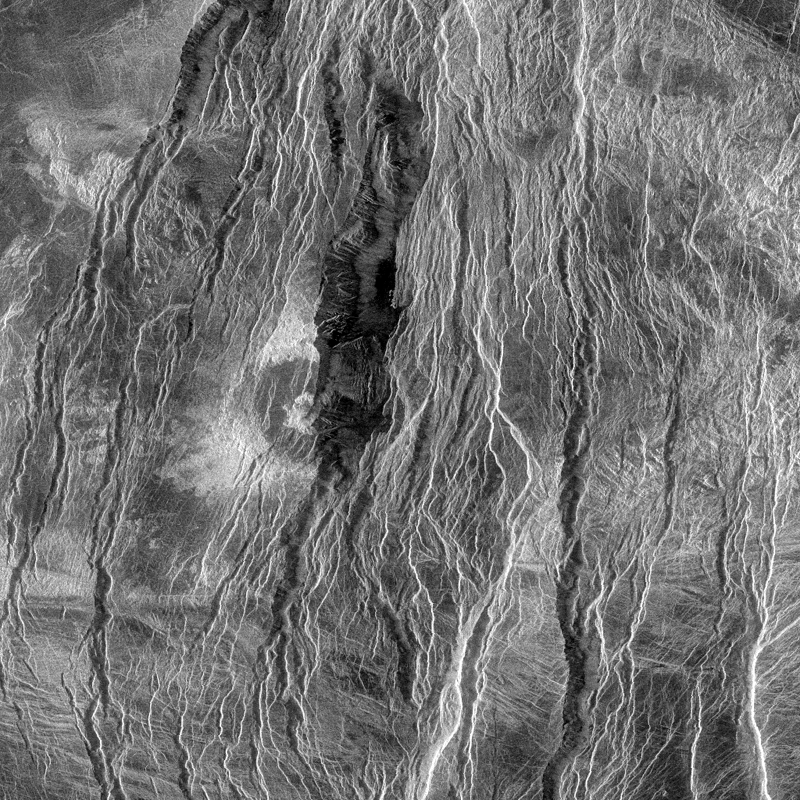
Разрушенный тектоническими процессами кратер Болч (изначальный диаметр — 37 км) между горами Реи и Тейи

Область Бета — одна из первых обнаруженных деталей поверхности Венеры. Её первые изображения были получены с помощью радиолокации на длине волны 12,5 см, выполненной Роландом Карпентером в 1962 году и Диком Голдстейном в июне 1964 года в Голдстоуне.
Название области Бета происходит от данного ей Голдстейном условного обозначения «бета» (β). Оно было утверждено Международным астрономическим союзом в 1979 году. Горы Максвелла, область Альфа и область Бета являются тремя исключениями из правила, согласно которому детали поверхности Венеры называются именами реальных и вымышленных женщин.

## Описание
Область Бета — один из крупнейших вулканических массивов в Солнечной системе, и предположительно в ней могут быть действующие вулканы (пока на Венере не наблюдавшиеся). С этой областью связана позитивная гравитационная аномалия. Вероятно, область Бета создана мантийным плюмом.
Основные части области Бета — гора Реи (Rhea Mons) на севере и гора Тейи (Theia Mons) на юге. Высота обеих над венерианским уровнем отсчёта высот превышает 5 км. Их пересекает каньон Деваны (Devana Chasma), который продолжается и дальше к югу.
Вулканические возвышенности, такие как область Бета, — это обширные высокогорья с большим наклоном поверхности, размером более 1000 км, разделённые глубокими желобами длиной в 100—200 км. Эти желоба являются примерами континентальных рифтов и свидетельствуют о тектонической активности поверхности.

## Исследования
22 октября 1975 года на северо-восточном склоне области Бета (31°42′ с. ш. 291°00′ в. д. / 31,7° с. ш. 291° в. д.) приземлился спускаемый аппарат советской АМС «Венера-9», передавший снимки поверхности и другие данные. Породы поверхности оказались близкими к земным базальтам.
Переданные Венерой-9 снимки области Бета стали первыми в истории человечества изображениями, переданными с другой планеты.
Тремя днями позже на юге области Бета, в точке 15°25′ с. ш. 291°31′ в. д. / 15,42° с. ш. 291,51° в. д., приземлился СА станции Венера-10.